# 寺部城の戦い
寺部城の戦い（てらべじょうのたたかい）は、1558年に寺部城（愛知県豊田市）で起こった戦いである。この戦いは後に徳川家康と改名する松平元康の初陣としても知られる。寺部城攻めとも。
1558年に鈴木重辰が今川家より離反し、織田信長へ鞍替えした。今川家より派遣された松平元康らが2月5日上野城主酒井忠尚加勢を受け、寺部城を攻撃した。松平元康は火攻めを用いて寺部城を攻略、鈴木重辰は討ち死にした。寺部鈴木氏は再び今川氏に服従し、時期は不詳であるが寺部城の城主に復帰している。

## 参加武将
松平軍
- 松平元康
- 酒井忠尚
- 石川清兼
- 本多重次
- 本多重玄
- 松平重吉
- 松平重茂
- 名倉惣助